# Daniel Löble

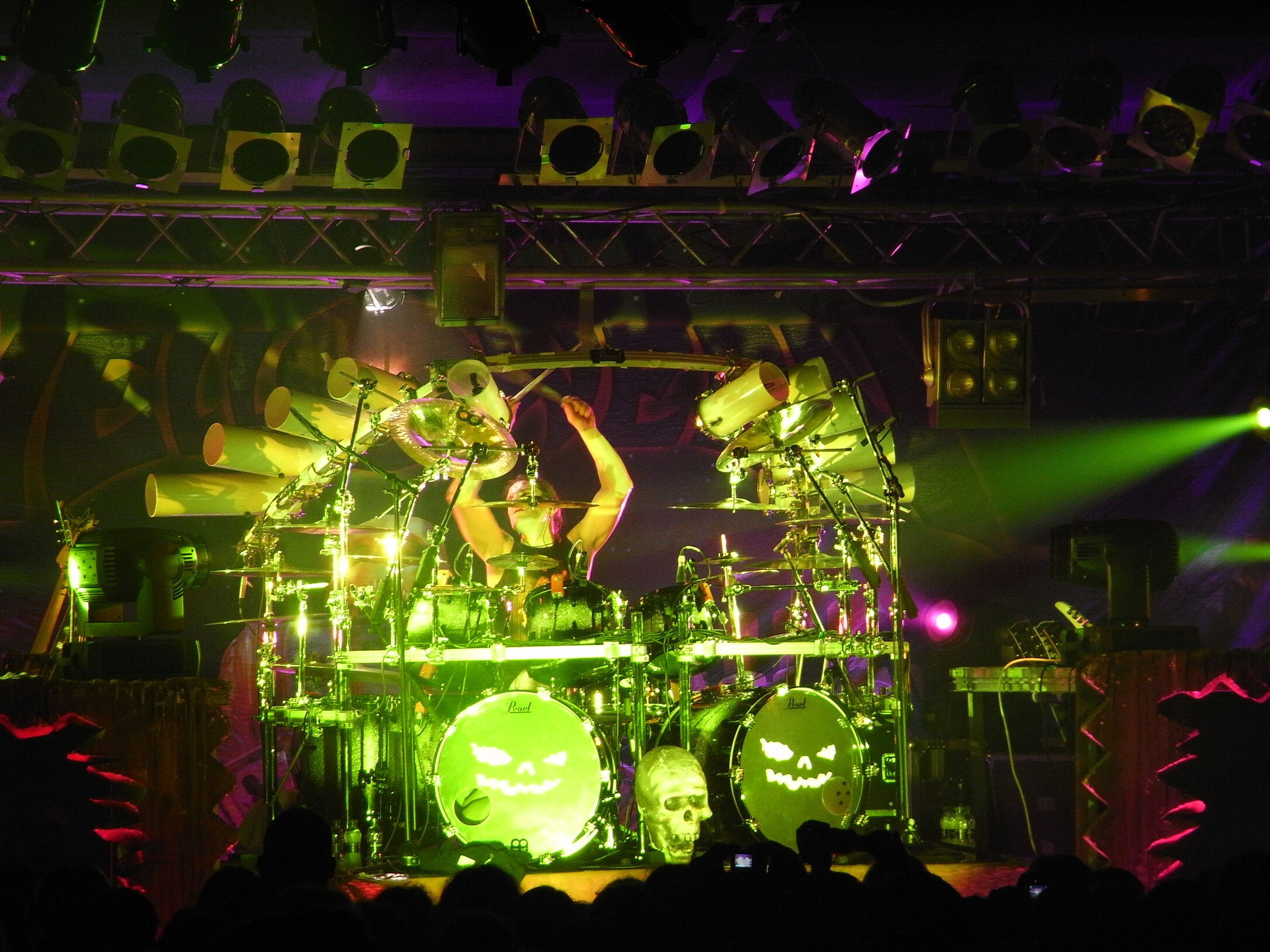
Daniel Löble (2008)

Daniel „Dani“ Löble (* 22. Februar 1973) ist ein schweizerisch-deutscher Schlagzeuger. Er ist seit 2005 Mitglied der deutschen Power-Metal-Band Helloween.

## Biografie
Löble begann seine Karriere bei Rawhead Rexx, einer Band, die er mitgründete, aber aufgrund seiner neuen Verpflichtungen bei Helloween verließ. Von Oktober 2004 bis Dezember 2005 war er außerdem Tourschlagzeuger von Blaze Bayley. Er lebt in Steißlingen im Landkreis Konstanz.
Über seine Rolle bei Helloween im Vergleich zu seinen beiden Vorgängern Ingo Schwichtenberg und Uli Kusch wurde Löble mit den Worten zitiert: „Ich sehe meinen Stil als eine Symbiose aus Schwichtenberg und Kusch. Ich bin nicht so geradlinig wie Ingo, aber auch nicht so technisch wie Uli. Ich habe meinen eigenen Stil.“
Im August 2008 unterschrieb Dani einen Endorsement-Deal mit Paiste und gab an, mit seinem neuen Beckensetup, das die neuen Signature Reflector Heavy Full Crash Modelle beinhaltet, sehr zufrieden zu sein. Er beschreibt sie als warm, voll und „pfeilgerade klingend“ mit einem silbrigen Schimmer.

## Diskografie

### Höllenhunde
- Alptraum (1994)[1]

### Element 58
- April Fools' Day (2000)[2]

### Rawhead Rexx
- Rawhead Rexx (AFM Records, 2002)
- Diary in Black (AFM Records, 2004)

### Helloween
- Keeper of the Seven Keys – The Legacy (2005)
- Keeper of the Seven Keys – The Legacy World Tour 2005/2006 (2007)
- Gambling with the Devil (2007)
- Unarmed – Best of 25th Anniversary (2009)
- 7 Sinners (2010)
- Straight Out of Hell (2013)
- My God-Given Right (2015)
- Helloween (2021)

### Videoalben
- Keeper of the Seven Keys - The Legacy World Tour 2005/2006 (2007)
- United Alive in Madrid (2019)